# Avianca-TACA
Avianca-TACA SA és un holding empresarial el qual està compost per l'aerolínia Centro Americana TACA, el president de la qual és Roberto Kriete i la colombiana Avianca, l'amo de la qual és el colombo brasilero Germán Efromovich.
Les dues aerolínies es troben en procés de tràmit per poder fusionar les seves operacions. La seu del grup empresarial és Bogotá.

## Accions
TACA aporta el 33% de les accions i Avianca-Synergy, el 67%.
Addicionalment Synergy Group va comprar el 10% de TACA per 10 milions de dòlars el que al final li representarà el 70% del Grup, hi ha una intensió addicional per uns 30 milions de dòlars que es poden fer efectius en el mitjà termini.

## Destacions
Entre les dues aerolínies que componen aquest holding, sumen 3.000 milions de dòlars anuals en facturació i tenen 90 destinacions en el continent americà.
Els seus sis centres de connexions són: Bogotà, Guayaquil, Lima, El Salvador, Sao Paulo i San José de Costa Rica, a més d'oferir als seus clients serveis a més destinacions que qualsevol altra aerolínia a la regió. És la primera d'Amèrica Llatina, amb LAN Airlines i les seves afiliades que tenen avui 67 rutes, de segona, i Copa Airlines i la seva sòcia AeroRepública amb 51.

### Flota i Empleats
La flota de Holdco suma 107 avions i té 12 mil empleats

### Junta directiva
- Germán Efromovich
- José Efromovich
- Alexander Bialer
- Isaac Yanovich Farbaiarz
- Álvaro Jaramillo Buitrago
- Ramiro Valencia Cossio
- Juan Guillermo Serna
- Roberto Kriete
- Joaquín Palomo
- Federico A. Golcher
- Marco Andres Baldocchi Kriete

## Accionistes
| Accionista             | Participació | Notes                                                                   |
| ---------------------- | ------------ | ----------------------------------------------------------------------- |
| Synergy Group Corp.    | 66,66% (2/3) | És el grup portaveu d'Avianca i el seu propietari és Germán Efromovich. |
| Kingsland Holding Ltd. | 33,33% (1/3) | És el grup portaveu de TACA i és propietat de la família Kriete.        |
| Total                  | 100% (1)     | -                                                                       |

| Nom de l'empresa                       | Marca comercial | Participació | Notes |
| -------------------------------------- | --------------- | ------------ | ----- |
| Aerovías del Continente Americano S.A. | Avianca         | 100%         | -     |
| TACA International S.A.                | TACA            | 100%         |       |